# Poiana Câmpina
Poiana Câmpina est une commune roumaine du județ de Prahova, dans la région historique de Valachie et dans la région de développement du Sud

## Géographie
La commune de Poiana Câmpina est située dans l'ouest du județ, sur la rive droite de la Prahova, dans les collines du piémont des Carpates du sud, à 2 km à l'ouest de Câmpina dont elle est un faubourg et à 35 km au nord-ouest de Ploiești, le chef-lieu du județ.
La municipalité est composée des quatre villages suivants (population en 1992) :
- Bobolia (1 086) ;
- Pietrișu (338) ;
- Poiana Câmpina (4 036), siège de la commune ;
- Răgman.

## Politique
| Identité                  | Période      | Période      | Durée           |
| Identité                  | Début        | Fin          | Durée           |
| ------------------------- | ------------ | ------------ | --------------- |
| Ioan-Alin Moldoveanu (d), | 2012         | octobre 2020 | 8 ans           |
| Sergiu Constanda (d)      | octobre 2020 | En cours     | 4 ans et 5 mois |

## Démographie
Lors du recensement de 2011, 97,05 % de la population se déclarent roumains (2,4 % ne déclarent pas d'appartenance ethnique et 0,54 % déclarent appartenir à une autre ethnie).
De plus, 94,83 % déclarent être chrétiens orthodoxes (2,42 % ne déclarent pas d'appartenance religieuse et 2,73 % déclarent appartenir à une autre ethnie).

## Économie
L'économie de la commune repose sur l'élevage et l'agriculture (vergers, cultures maraichères).

## Communications

### Routes
La route régionale DJ100E rejoint Câmpina et la nationale DN1 à l'est et Provița de Jos à l'ouest tandis que la DJ101P suit la rive droite de la Prahova vers Măgureni.

### Voies ferrées
La gare de Câmpina sur la ligne Ploiești-Brașov se trouve en fait sur le territoire de Poiana Câmpina.

## Lieux
- Ancien monastère de Poina Câmpina des XVIIe siècle et XVIIIe siècle.